# Storslam 70
Storslam 70 (italienska: Ad ogni costo) är en italiensk kriminalfilm från 1967 i regi av Giuliano Montaldo.

## Handling
Den till synes blide professor James Anders (Edward G. Robinson), en amerikan som arbetar i Rio de Janeiro, är uttråkad av åratal av undervisning. Han sätter samman ett gäng som ska genomföra en diamantstöld under karnevalen i Rio. Gruppen består bland annat av en kassaskåpsexpert, ett mekaniskt geni och en playboy som har till uppgift att förföra kvinnan (Janet Leigh) som har nyckeln till byggnaden där diamanterna finns.

## Rollista i urval
- Janet Leigh - Mary Ann
- Robert Hoffmann - Jean-Paul Audry
- Klaus Kinski - Erich Weiss
- Riccardo Cucciolla - Agostino Rossi
- George Rigaud - Gregg
- Adolfo Celi - Mark Milford
- Edward G. Robinson - Professor James Anders